# Elecciones federales de México de 2015
Las elecciones federales de México de 2015 fueron las elecciones intermedias llevadas a cabo en México el 7 de junio de 2015 para la elección de 500 miembros de la cámara de diputados federales. Debido a la reforma electoral de 2014, en estas elecciones se eligieron simultáneamente los puestos a cargos federales y locales en 17 entidades del país.
Cargos renovados después de la jornada electoral el 7 de junio de 2015:
- 500 diputados federales al Congreso de la Unión: 300 de los cuales fueron electos por mayoría simple en cada uno de los distritos electorales en que se divide el país; y los 200 restantes mediante el principio de representación proporcional al ser votados en listas en cada una de las cinco circunscripciones electorales que integran al país. Constituyeron, a partir del 1 de septiembre del 2015, la LXIII Legislatura del Congreso de la Unión de México.

Por primera ocasión, la autoridad rectora de las elecciones fue el Instituto Nacional Electoral, creado a partir del antiguo Instituto Federal Electoral por las reformas constitucionales en materia política aprobadas a principios de 2014, mismas que, además, modificaron la fecha de la jornada electoral al primer domingo del mes de junio.
Participaron en las elecciones diez partidos políticos con registro nacional, al serles otorgado registro como tales el 8 de julio de 2014 a tres organizaciones políticas nacionales. Fueron las primeras elecciones en México donde pudieron participar candidatos independientes.

## Antecedentes

### Contexto preelectoral, movilización y violencia
Desde varios meses atrás, antes incluso de que comenzara la precampaña y la campaña, que se abrió el 5 de abril, las elecciones intermedias ocuparon gran parte de los esfuerzos y el tiempo del amplio espectro político mexicano.
Sin embargo, esto no solo ha ocupado el tiempo habitual en programas de televisión, espacios de radio y mítines para criticar al oponente político o prometer tal o cuáles acciones. Lamentablemente, irrumpieron una serie de actores y poderes fácticos que a través de la violencia buscaron influir y presionar a autoridades, candidatos y electores anónimos. El entramado y la interrelación entre crimen organizado y poder político se hizo más evidente aún durante estos meses.
Se llegaron a contabilizar unos 22 asesinatos de personas a lo largo de todo el país, entre los que se puede incluir a candidatos, precandidatos y coordinadores de campaña. Alguno de los casos más sonados fueron el de Miguel Ángel Luna Munguía, candidato a diputado federal en el estado de México por el Partido de la Revolución Democrático (PRD), ocurrido el 2 de junio, y el 27 de mayo el de Israel Hernández Fabela, coordinador de campaña de la candidata del Partido Revolucionario Institucional (PRI) a diputada local por el Distrito Federal.
Este ambiente previo a las elecciones fue aún más tenso y violento en algunas regiones del país, que ya previamente sufrían graves problemas de gobernabilidad. Entre ellas destacaron los estados de Guerrero, Jalisco, Michoacán y Oaxaca. La situación de seguridad ciudadana es muy volátil ya que importantes regiones están dominadas por grupos de narcos u otros elementos del crimen organizado, y las actividades y operativos de las fuerzas de seguridad del Estado desplegadas en esos espacios geográficos generan situaciones realmente graves e insólitas, como las sucedidas en Jalisco a principios de mayo, cuando hubo fuertes enfrentamientos con el cartel de Jalisco Nueva Generación. Los delincuentes demostraron una importante capacidad de fuego, derribando a un helicóptero Cougar del Ejército Mexicano, en el que murieron nueve efectivos, en su mayoría miembros de las fuerzas especiales y de la Policía Federal.

## Sistema electoral
La Cámara de Diputados se integra por 500 representantes, que se renuevan en su totalidad cada tres años. De los 500 diputados, 300 son elegidos por el principio de mayoría relativa en distritos electorales uninominales, mientras los otros 200 son elegidos por representación proporcional mediante el sistema de listas regionales votadas en cinco circunscripciones plurinominales.
Es importante notar que como resultado reformas constitucionales en materia electoral, aprobadas de manera unánime por el Congreso en 1996, se han incorporado al máximo ordenamiento jurídico dos disposiciones especialmente relevantes relacionadas con la integración de la Cámara de Diputados:
1. Ningún partido político puede contar con más de 300 diputados electos al sumar los de mayoría relativa y representación proporcional. De esta forma, si bien un partido político puede aspirar, en función de su desempeño electoral, a obtener la mayoría absoluta de los escaños de la Cámara (251), está jurídicamente imposibilitado de acceder a la mayoría calificada (dos tercios del total de escaños) requerida para aprobar por sí mismo iniciativas de reforma constitucional.
2. Como regla general y a fin de garantizar una mayor proporcionalidad en la relación votos-escaños, ningún partido podrá contar con un número de diputados por ambos principios que representen un porcentaje del total de la Cámara que exceda en ocho puntos a su porcentaje de la votación nacional emitida que hayan obtenido. Por ejemplo, si un partido político obtiene el 40 % de la votación nacional emitida, como regla general, no podrá tener más del 48 % del total de escaños, es decir, 240 de las 500 diputaciones.

La propia norma constitucional prevé como única situación excepcional a la aplicación de esa regla aquella en la que un partido político obtenga, por sus triunfos de mayoría relativa en distritos uninominales, un porcentaje de curules sobre el total de la Cámara superior a la suma del porcentaje de su votación nacional emitida. Por ejemplo, si un partido gana 235 de los distritos uninominales (equivalentes a 47 % del total) con un porcentaje de votación de 35 % sobre el total emitido, aunque el diferencial votos-escaños sería de 12 %, no resultaría aplicable la regla de proporcionalidad.
Los diputados federales no pueden ser reelegidos para el periodo inmediato, aunque esta restricción no aplica a los diputados suplentes que nunca hayan estado en ejercicio, quienes sólo en ese caso pueden ser diputados titulares en el periodo inmediato. Sin embargo, los diputados titulares no pueden ser electos para el periodo inmediato como suplentes.

### Requisitos e Impedimentos
Para poder ser diputado federal en cualesquiera de sus dos modalidades, la Constitución y la legislación federal en materia electoral fijan los siguientes requisitos:
1. Ser ciudadano mexicano por nacimiento, en ejercicio de sus derechos.
2. Tener un mínimo de 21 años cumplidos el día de la elección.
3. Ser originario de la entidad federativa a la que se quiere representar (mayoría relativa) o de alguna de las comprendidas en la circunscripción correspondiente (representación proporcional) o vecino con residencia efectiva de más de seis meses previos al día de la elección (ambos casos). En este sentido la Constitución establece que la vecindad no se pierde cuando la ausencia se origina por el desempeño de cargos ptiblicos de elección popular.
4. Estar inscrito en el Registro Federal de Electores y contar con credencial para votar con fotografía.

Existe una amplia gama de impedimentos temporales, usualmente relativos al desempeño de cargos públicos que, salvo algunas excepciones (notablemente la de los gobernadores durante el periodo de su encargo, aun cuando se separen definitivamente de su puesto), se pueden superar mediante la separación del cargo en un lapso previo establecido al día de la elección que puede oscilan entre 90 días (Secretario o Subsecretario de Estado, Presidente Municipal o titular de algún órgano político- administrativo en el D.F., por ejemplo) y hasta dos años (Ministro de la Suprema Corte de Justicia). Es importante hacer notar que entre los cargos a los que aplican impedimentos temporales se encuentran algunos de los ejercidos en el Instituto Federal Electoral. Por ejemplo, los Consejeros Presidentes o Electorales de los Consejos General, Locales y Distritales, así como el Secretario Ejecutivo o los Directores Ejecutivos no pueden ser candidatos a diputados (ni tampoco a senadores) a menos que se separen del cargo un año antes de la fecha de inicio del proceso electoral de que se trate, es decir, alrededor de 21 meses antes de la fecha de la elección.

### Mayoría relativa
La elección de los 300 diputados federales por el principio de mayoría relativa se realiza en igual número de distritos uninominales. La distribución de los 300 distritos entre las 32 entidades federativas se determina en función del porcentaje de la población que reside en cada una de ellas sobre el total nacional, para lo cual se deben considerar los resultados del censo de población y vivienda, que se realiza cada diez años. Por mandato constitucional, ninguna entidad puede contar con menos de dos diputaciones federales (distritos uninominales).
La más reciente redistribución de los 300 distritos uninominales entre las 32 entidades federativas se realizó en 1996, sobre la base del censo de población efectuado en 1990. Aunque durante el año 2000 se realizó un nuevo censo de población, sus resultados no afectaron la distribución electoral.

### Representación proporcional
La elección de los 200 diputados por el principio de representación proporcional se realiza mediante el sistema de listas regionales votadas en cinco circunscripciones plurinominales, en cada una de las cuales se eligen por igual 40 diputados.
Para que un partido político pueda participar en la elección de diputados por el principio de representación proporcional debe acreditar previamente que ha registrado candidatos a diputados por el principio de mayoría relativa al menos en 200 de los 300 distritos uninominales. Si cumple con este requisito, el partido político puede proceder al registro de sus listas regionales de candidatos en las cinco circunscripciones plurinominales. Estas listas regionales son cerradas y bloqueadas, esto es, el orden de las candidaturas es invariable, por lo tanto, el elector no tiene opción de eliminar candidatos o alterar su orden de presentación.
La legislación electoral permite a los partidos políticos registrar simultáneamente un máximo de 60 candidatos a diputados federales por ambos principios de elección. En otros términos, hasta 60 candidatos del mismo partido pueden ser registrados tanto en forma individual (distrito uninominal) como en las listas regionales (circunscripción plurinominal).

## Encuesta de opinión
| Fecha          | Encuestadora                                                                                               | PRI        | PAN | PRD  | PVEM | PT   | PANAL | MC  | Morena | PH  | PES | Indecisos | Ventaja |     |     |      |     |
| -------------- | --- | ---------- | --- | ---- | ---- | ---- | ----- | --- | ------ | --- | --- | --------- | ------- | --- | --- | ---- | --- |
| Fecha          | Encuestadora                                                                                               | 3 Jun 2015 | Buendía & Laredo (enlace roto disponible en Internet Archive; véase el historial, la primera versión y la última). | 28.8 | 24.7 | 11.7 | 9.2   | 4.1 | 2.8    | 4.7 | 8.8 | Indecisos | Ventaja | 1.5 | 2.4 | 32.0 | 4.1 |
| 3 Jun 2015     | BGC–Excélsior                                                                                              | 32.0       | 26.0 | 13.0 | 9.0  | 2.0  | 3.0   | 4.0 | 9.0    | 1.0 | 1.0 | 24.9      | 6.0     |     |     |      |     |
| 2 Jun 2015     | Parametría                                                                                                 | 31.0       | 25.0 | 11.0 | 8.0  | 2.0  | 4.0   | 6.0 | 9.0    | 2.0 | 2.0 |           | 6.0     |     |     |      |     |
| 2 Jun 2015     | Mitofsky                                                                                                   | 32.0       | 23.9 | 17.2 | 5.9  | 2.8  | 3.1   | 3.9 | 9.8    | 0.6 | 0.7 | 29.0      | 8.1     |     |     |      |     |
| 30 Mar 2015    | Reforma | 32.0       | 22.0 | 14.0 | 7.0  | 2.0  | 4.0   | 3.0 | 8.0    | 2.0 | 4.0 |           | 10.0    |     |     |      |     |
| 20–22 Feb 2015 | Mitofsky (enlace roto disponible en Internet Archive; véase el historial, la primera versión y la última). | 31.0       | 26.0 | 16.0 | 8.0  | 3.0  | 2.0   | 3.0 | 9.0    | 1.0 | 1.0 | 37.4      | 5.0     |     |     |      |     |
| 12–18 Feb 2015 | Buendía & Laredo                                                                                           | 30.0       | 26.0 | 13.0 | 11.0 | 3.0  | 3.0   | 2.0 | 9.0    | 1.0 | 1.0 | —         | 4.0     |     |     |      |     |
| 10–15 Ene 2015 | Parametría                                                                                                 | 31.0       | 27.0 | 12.0 | 10.0 | 2.0  | 3.0   | 3.0 | 10.0   | 1.0 | 1.0 | —         | 4.0     |     |     |      |     |
| 1 Jul 2012     | Elecciones federales                                                                                       | 31.9       | 25.9 | 18.5 | 6.1  | 4.6  | 4.1   | 4.0 | —      | —   | —   | —         | 6.0     |     |     |      |     |

## Resultados
En estas elecciones se presentó a Manuel Clouthier como el primer candidato independiente en México en lograr ser diputado federal, representando al distrito 5 de Sinaloa, con sede en Culiacán.
El Partido Humanista perdió el registro, al no obtener el 3% de votación, al igual que el Partido del Trabajo (aunque, a este último le sería restablecido su registro meses más tarde, tras realizarse una elección extraordinaria en el Distrito electoral federal 1 de Aguascalientes, lo que le alcanzó para llegar al 3.01% de la votación nacional).

### Cámara de Diputados
|  | 30.97 % |

|  | 30.26 % |

|  | 7.31 % |

|  | 6.82 % |

|  | 0.88 % |

|  | 38.28 % |

|  | 37.96 % |

|  | 22.20 % |

|  | 22.09 % |

|  | 11.50 % |

|  | 11.32 % |

|  | 2.99 % |

|  | 2.95 % |

|  | 0.14 % |

|  | 14.49 % |

|  | 14.41 % |

|  | 8.87 % |

|  | 8.76 % |

|  | 6.44 % |

|  | 6.40 % |

|  | 3.94 % |

|  | 3.91 % |

|  | 3.51 % |

|  | 3.48 % |

|  | 2.27 % |

|  | 2.25 % |

|  | 0.60 % |

|  | 0.00 % |

|  | 0.14 % |

|  | 0.14 % |

|  | 95.21 % |

|  | 95.25 % |

|  | 4.79 % |

|  | 4.75 % |

|  | 100.00 % |

|  | 100.00 % |

|  | 47.45 % |

|  | 47.39 % |

## Incidentes
En el municipio de Tixtla, Guerrero, se presentaron disturbios como protesta por la desaparición de 43 estudiantes de una escuela rural en el pueblo de Ayotzinapa. Después de que se presentara la quema de más del 20% de las casillas se declararon anuladas las elecciones en el municipio, quedando los votos para gobernador estatal, diputados federales y locales fuera del conteo oficial y anulada la elección de la alcaldía municipal.
En el estado de Michoacán se reportaron bloqueos en los municipios de Nahuatzen, Cherán y Amacuzac. En Villahermosa, Tabasco, se bloquearon algunas de las instalaciones en que se iban a instalar las casillas. En Jiutepec, Morelos, se lanzaron bombas caseras en contra de una urna, causando dos lesionados.
Diversos actores y deportistas manifestaron simultáneamente su apoyo hacia el Partido Verde Ecologista de México, por lo que el INE ordenó detener dichos actos de proselitismo por afectar la equidad de las elecciones.

## Elecciones 2015
A partir de la reforma constitucional de 2014, el INE evolucionó hacia una Institución de carácter nacional a partir de la cual los estándares con los que se organizan los comicios, se homologaron para fortalecer la democracia electoral y garantizar el ejercicio de los derechos político - electorales de la ciudadanía.
El proceso electoral 2014-2015, en el que se renovaron 2,179 cargos de elección popular con motivo de comicios concurrentes, esto es, la elección tanto de cargos de elección popular en el ámbito federal como en el local, estuvo caracterizado por el aumento de la violencia en contra de funcionarios electorales, candidatos y en general, contra la sociedad.  La violencia en México relacionada con las elecciones no era de naturaleza política o de descomposición social como la xenofobia. Sino que se encuentran, al menos, cinco contextos diferenciados por región durante los procesos electorales 2015 y 2016:
1. La polarización política.
2. Presencia de la delincuencia organizada en los comicios.
3. Presencia de movimientos sociales con incidencia en las elecciones (Guerrero 2015, Oaxaca 2015-2016).
4. Presencia de tensiones sociales por el incumplimiento y/o solicitudes ciudadanas con incidencia en las elecciones (Chiapas 2015, Oaxaca 2016).
5. Violencia política de género (Chiapas 2015-2016)

Algunos de estos actos violentos fueron:
- Atentado a Rosendo Cruz, candidato a diputado federal por el distrito de Tula de Allende (6 de junio de 2015).
- Ataque a la sede del Partido Revolucionario Institucional en Matamoros, Tamaulipas aunque no hubo lesionados (6 de junio de 2015).
- Asesinato de la candidata Aidé Nava González por el PRD a la alcaldía de Ahuacuotzingo, Guerrero (10 de marzo).
- Asesinato de Ulises Fabián Quiróz, candidato en Chilapa.
- Asesinato del candidato Enrique Hernández, candidato para la alcaldía de Yurécuaro por parte del Movimiento Regeneración Nacional (14 de mayo de 2015).
- Asesinato de 4 personas del partido Nueva Alianza en Ixcapuzalco.
- Asesinato de Miguel Ángel Luna candidato en Valle de Chalco.
- Asesinato de Héctor Cruz López, militante del PRI para regidor en Huimanguillo (14 de mayo).

A pesar de las cuestiones de violencia y de los problemas enfrentados por las autoridades electorales administrativas y de procuración de justicia penal electoral, los procesos electorales de 2015 y 2016 en México fueron exitosos, pues las casillas se instalaron y las y los ciudadanos salieron a votar.
Protocolo para Atender las Violencia Política contras las mujeres
Derivado del contexto de violencia ocurrido durante el periodo electoral de 2015, surgió la necesidad de contrarrestar los obstáculos que las mujeres enfrentan en el ejercicio de sus derechos político-electorales, por lo que de manera conjunta con diversas instituciones, como la FEPADE, el Tribunal Electoral del Poder Judicial de la Federación, la Comisión Ejecutiva de Atención a Víctimas, el Instituto Nacional de las Mujeres, entre otras instituciones se suscribió el Protocolo para atender la violencia política contra las mujeres, con la intención de construir y fomentar la igualdad, la no discriminación y la no violencia en los espacios político-electorales; así como el adecuado ejercicio de los derechos político electorales por parte de las mujeres.

### Recuento de votos
La ley establece que los Consejos Distritales deberá realizar nuevamente el escrutinio y cómputo cuando:
I. Existan errores o inconsistencias evidentes en los distintos elementos de las actas, salvo que puedan corregirse o aclararse con otros elementos a satisfacción plena de quien lo haya solicitado;
II. El número de votos nulos sea mayor a la diferencia entre los candidatos ubicados en el primero y segundo lugares en votación, y
III. Todos los votos hayan sido depositados a favor de un mismo partido.
El día 10 de junio de 2015, funcionarios del Instituto Nacional Electoral comenzaron la apertura de un promedio de 89 mil 206 paquetes electorales, lo que representa un 60% del total de casillas por las causas legales.  Toda la estadística de la Elección Federal del Proceso Electoral 2014-2015, fue puesta a disposición de la ciudadanía para su consulta a través de un Sistema de Consulta de la Estadística de las Elecciones Federales 2014-2015.